# Matanza de los Oteros
Matanza de los Oteros es un municipio y lugar español de la provincia de León, en la comunidad autónoma de Castilla y León. Cuenta con una población de 172 habitantes (INE 2024) y está situado a 46 km al sur de la capital leonesa.

## Geografía
Matanza de los Oteros está situado a 825 metros sobre el nivel del mar. Su caserío se asienta sobre la meseta cerealista leonesa de la comarca de los Oteros del Rey. La monotonia de la campiña solo se ve alterada por las pardas cumbres de los altozanos (oteros) que prestan una singular belleza al paisaje, en el que la vista se explaya con amplitud.
El paisaje del municipio de Matanza de los Oteros está dominado por los conocidos oteros y parameras. Entre ellos discurren varios arroyos que conforman pequeñas vaguadas en el territorio y que aportan zonas más húmedas entre las grandes estepas.
Los oteros se definen como cerros aislados que dominan el llano, es decir, son las pequeñas elevaciones que aparecen en las llanuras del terreno por causa de la erosión.
Entre la monotonía de los cultivos pueden divisarse ciertas zonas de contraste, correspondientes a los retazos de la vegetación primigenia, como son los corredores vegetales que bordean los cauces de los arroyos y los encinares de monte bajo.
El arroyo Raneros es uno de los cursos de agua más importante que atraviesan el municipio. Dicho arroyo es afluyente del río Cea y recorre el Valle del Toro a su paso por este territorio. Sus aguas sirven principalmente para el regadío de los cultivos de la zona.
Estos paisajes conforman ecosistemas singulares que permiten la existencia de especies de avifauna protegida. De esta manera se incluye el municipio en los espacios protegidos de la ZEPA Oteros-Campos y del LIC de las Lagunas de los Oteros.

## Historia

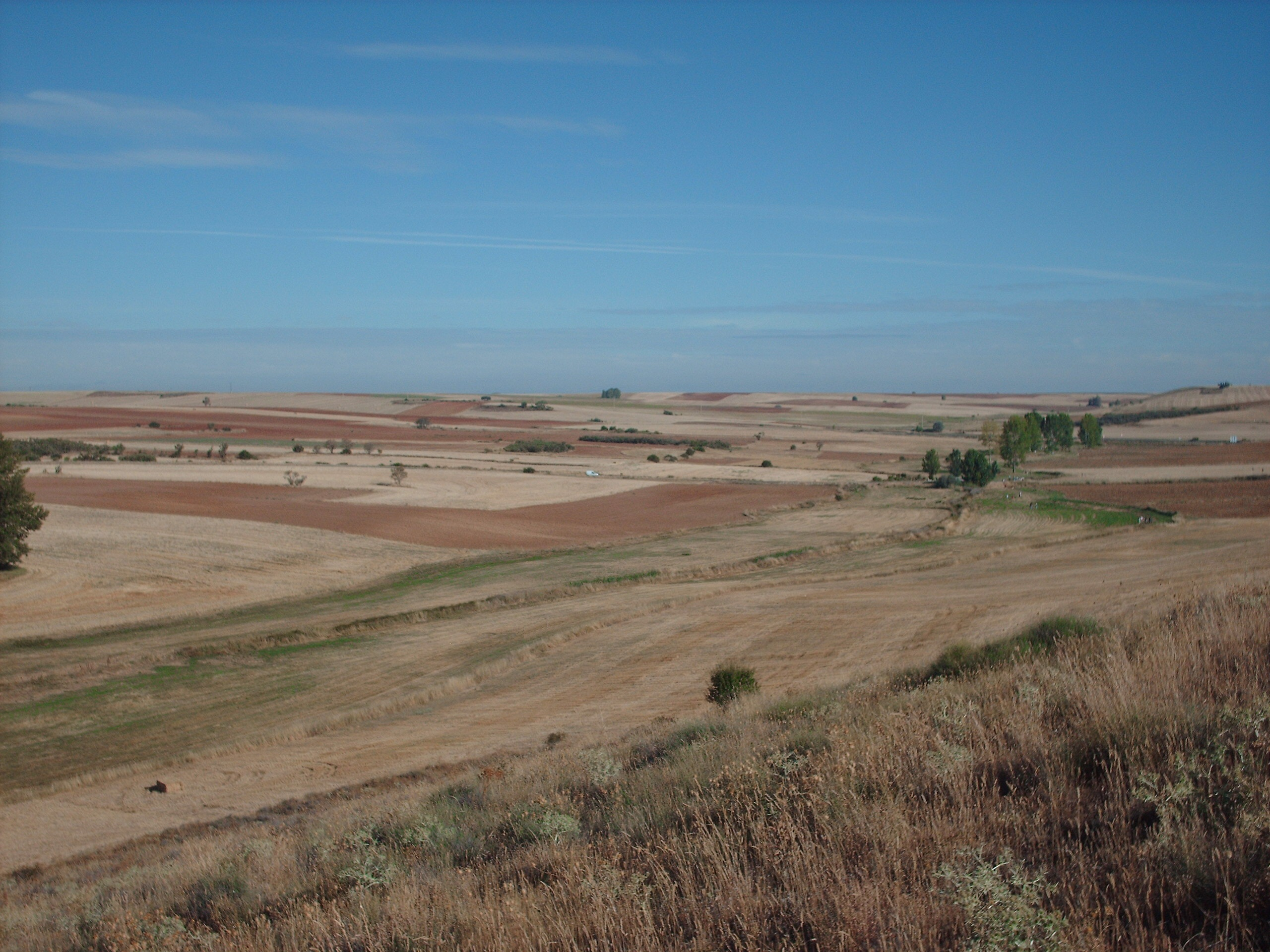
Paisaje típico de la zona (Valle de Matanza de los Oteros, agosto de 2010)

Los orígenes de Matanza de los Oteros datan del medievo, cuando en tiempos del reinado de Alfonso III el Magno (finales del siglo IX), se realizó la repoblación de la zona. Dicha repoblación se efectuó con gentes venidas principalmente de las tierras del norte de la península, así como francos y mozárabes, a los que se les ofreció tierras yermas para el cultivo.
En el año 878, el Emir Omeya de Córdoba, Muhammad I, organizó un ejército con la finalidad de conquistar León. Así pues, Alfonso III se dirigió a su encuentro, entablando combate en el campo de La Polvoraria, derrotándolo y causándole numerosas bajas. Ordenando el repliegue, fueron alcanzados por las tropas cristianas no dejando escapar a ningún musulmán vivo. Esta matanza se dio en la planicie que ocupa el pueblo, nombre por el que se le conoce desde entonces.
En realidad, todo esto no es más que leyenda, de relativamente nueva creación. Según los expertos el nombre no es más que una referencia toponímica, vulgarizada a partir de la raíz mata (mata-ancha=matanza), raíz que se encuentra en muchos otros pueblos de la región como Matallana, Matadeón.
En el escudo municipal, como símbolo de la mencionada batalla, aparecen una espada y un alfanje de gules en campo de plata, colores regionales. Escudo y bandera fueron creados, ya en el siglo XXI, por el Ayuntamiento para dar apoyo a la leyenda del lugar de la batalla entre moros y cristianos.

## Núcleos del municipio
El Ayuntamiento de Matanza de los Oteros perteneció a Castilfalé hasta 1835, cuando se conforma el término actual, reuniendo cuatro localidades: Matanza de los Oteros, Valdespino Cerón, Zalamillas y Valdemorilla, aunque esta última pertenece a Izagre en la actualidad.

## Demografía
Cuenta con una población de 172 habitantes (INE 2024).
| Gráfica de evolución demográfica de Matanza de los Oteros entre 1857 y 2021 |
| |
| Población de derecho según los censos de población del INE Población de hecho según los censos de población del INE Entre el censo de 1857 y el anterior aparece este municipio porque se segrega de Castilfalé |

## Servicios
Matanza goza de un albergue municipal, piscina municipal, parque y una sala de ocio a la que puede acceder todo el pueblo.

## Cultura

### Patrimonio
Ermita Virgen del Rosario

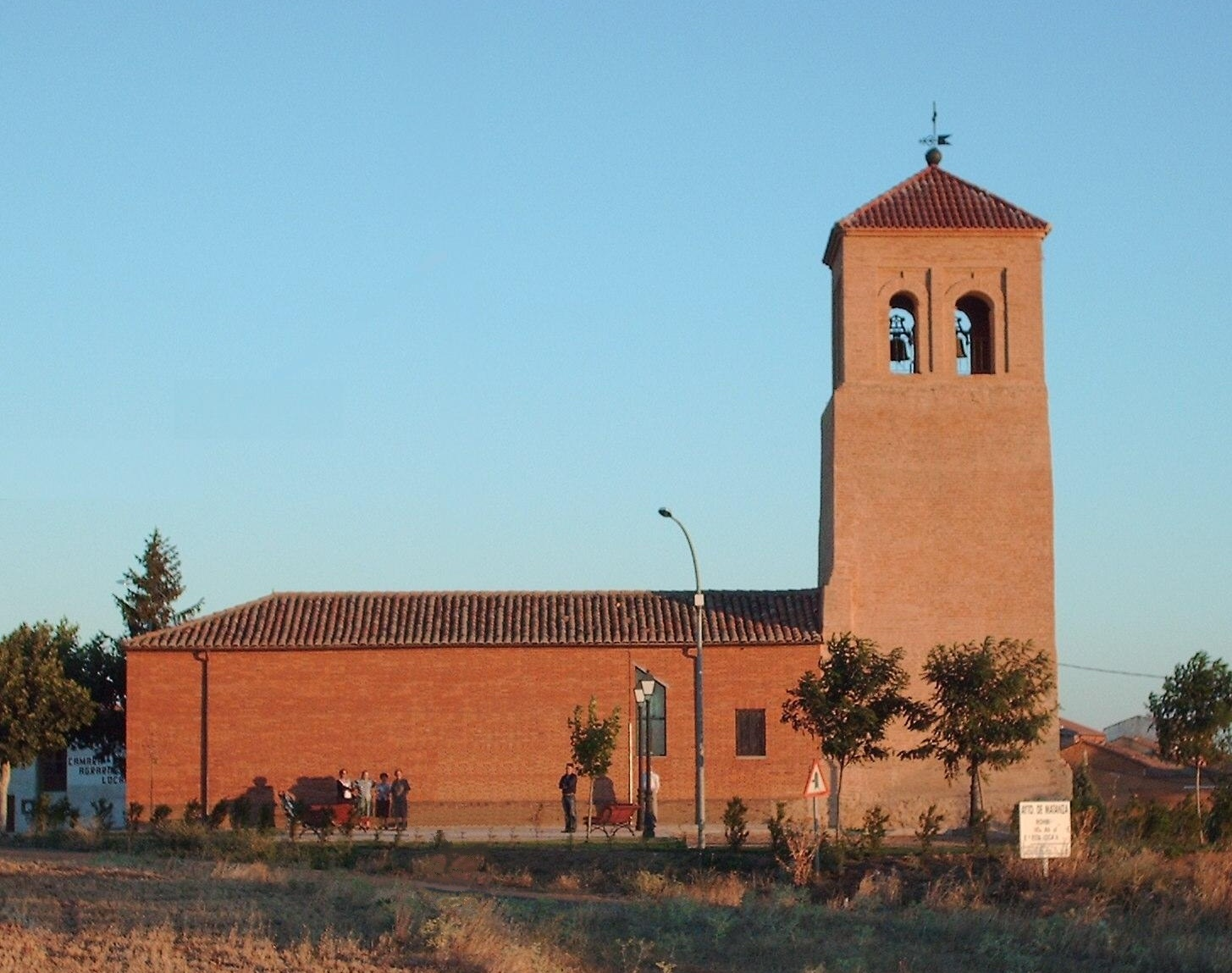
Ermita de Matanza de los Oteros (agosto de 2006)

Se carecteriza por tu torre del campanario. Esta presenta un estilo románico-mudéjar con la base construida en piedra y formada por dos cuerpos. En el interior destaca la imagen del siglo XVI de la patrona local, la Virgen del Rosario.

### Fiestas

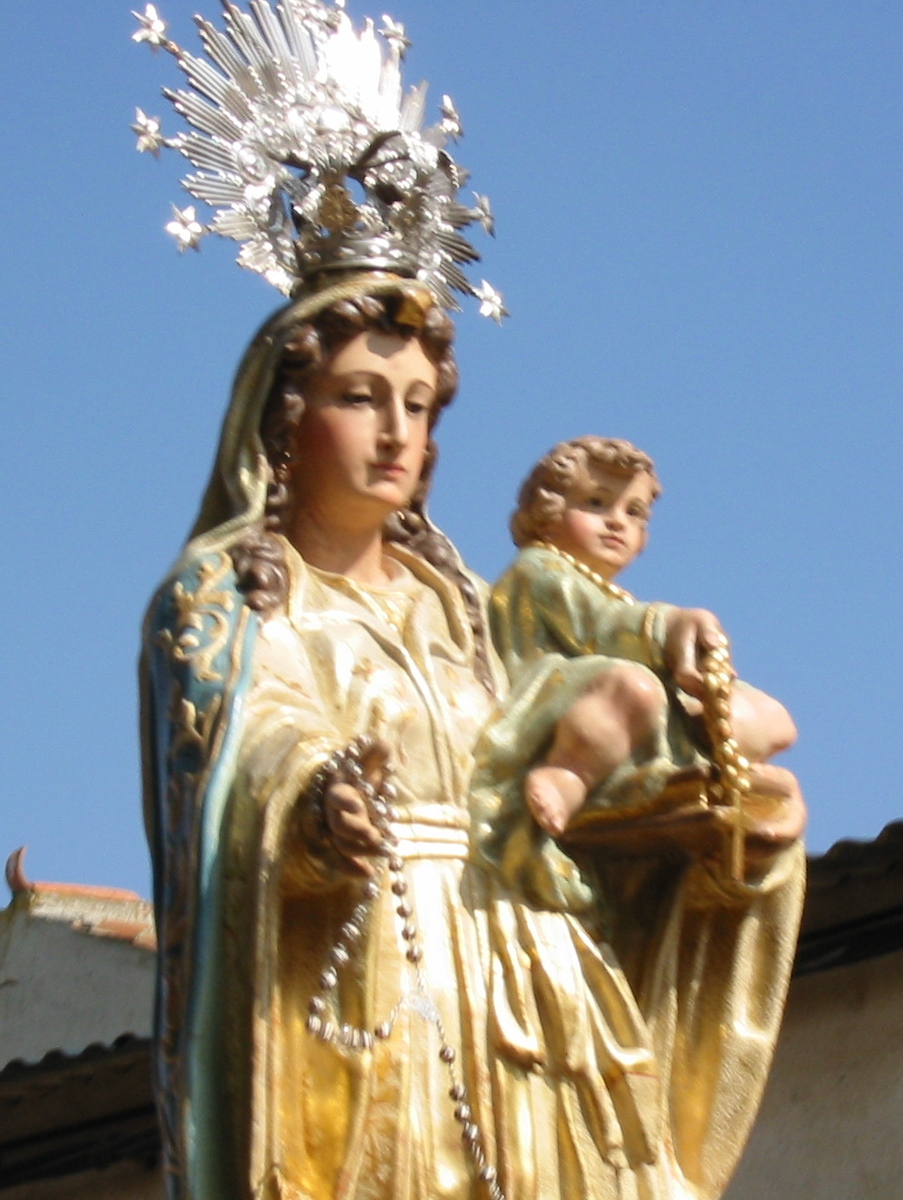
Talla de Nuestra Señora del Rosario (Procesión durante las fiestas patronales, octubre de 2002)

El pueblo de Matanza de los Oteros celebra sus fiestas patronales el primer fin de semana de octubre de cada año, en honor a Nuestra Señora del Rosario, en las que se reparte vino, avellanas y chocolate. La patrona de Matanza de los Oteros es conocida popularmente como La Cañamona. Este calificativo parece que se debe a que la talla primitiva fue encontrada entre cañamones o cañaverales, lo que no resulta extraño si se tiene en cuenta que, en tiempos de la morisma, los cristianos ocultaban sus imágenes en los lugares más insospechados para evitar su profanación.
La Cofradía de la Virgen del Rosario tiene fechada su fundación el primer fin de semana de octubre de 1970, ya que se rigió a la Regla creada en 1595. Dicha regla nos señala como celebrar la Fiesta del Rosario y desde el año citado (1595) hasta el día de hoy se vienen celebrando tal y como lo indicaban los mandatos de ella.